# William Sturgeon
Pour les articles homonymes, voir Sturgeon.
William Sturgeon (22 mai 1783 - 4 décembre 1850) était un scientifique et inventeur anglais. Lui et le physicien américain Joseph Henry inventent le premier électroaimant en 1825, ainsi que le premier moteur électrique utilisable, en 1832.